# British Cactus and Succulent Journal
British Cactus and Succulent Journal, (abreujat Brit. Cact. Succ. J.), va ser una revista il·lustrada amb descripcions botàniques que va ser editada a Anglaterra. Es va publicar 23 números des de l'any 1983 fins al 2005. Va ser precedida per Cactus and Succulent Journal of Great Britain (1946-1982) i National Cactus and Succulent Journal (1946-1982) i reemplaçada el 2006 per CactusWorld. The Journal of the British Cactus & Succulent Society.